# ملعب بونتايس الأولمبي
ملعب بونتايس الأولمبي (بالإنجليزية: Stade Olympique de la Pontaise)‏ هو ملعب كرة قدم متعدد الأغراض يستضيف مسابقات ألعاب القوى، يقع في لوزان، كانتون فود، سويسرا، يتسع لـ 50,000 متفرج. هو الملعب الرسمي لنادي لوزان.

## التاريخ
بدأ بناء الملعب في 1904. تم تجديده في 1954.

## أهم الأحداث التي استضافها
- كأس العالم لكرة القدم 1954